# ザ・ラストバトル
『ザ・ラストバトル』 (The last Battle) は、1994年12月2日に日本のテイチクから発売されたスーパーファミコン用のロールプレイングゲーム。キャッチコピーは「森が勇気を育み、光が運命を導く」。
長い間平和が続いていた2つの国に起きた争いに、主人公である「クルト」が立ち向かっていくというストーリー。マナと呼ばれる素材を組み合わせることによって魔法が作成できるほか、戦闘をオートで行うシステムが搭載されていることなどを特徴としている。
開発はアトリエドゥーブルおよびKIDEA、POWWOWが行い、シナリオおよびゲーム・デザインは漫画誌『週刊少年ジャンプ』の「ファミコン神拳」を手掛けるゲームライターの木村初、キャラクター・デザインは同誌の「ジャンプ放送局」やハドソンの「桃太郎シリーズ」を手掛けるイラストレーターの土居孝幸、音楽はカプコンの『ロックマンズサッカー』を手掛けた岡本智郎が担当している。木村・土居・岡本はいずれも、アトリエドゥーブルが開発を手掛けたゲームボーイ用ソフト『ジャングルウォーズ』の制作に参加している。

## ゲーム内容
素材（マナ）を組み合わせたり調合量を調節したりすることにより、魔法を作成できる。また、自動的に戦闘（オートバトル）を行うシステムがあり、新しく作戦を各キャラクターごとの指示内容を組み合わせることにより、作成できる。そのほか、魔法や作戦の名前を変更できる（8文字まで）。
ランダムエンカウントのほか、主にイベント戦などではシンボルエンカウント機能がある。

## ストーリー
エットミランシェルという名の、剣と魔法の世界は秩序と静寂が保たれ、人々は平和が未来永劫続くと思っていた。だが繁栄を極めるシルヴェル王国に兄弟国グルドリーケが突如攻め込んできた。
シルヴェルの国の小さな村エルダールで育ったクルトは、16歳の誕生日に人はみんな本当の名前、フェナムンを持っているということを知る。この世界は真の名前が魔力を持ち、その名前を悪用されないために、本当の名前は16歳の誕生日にフェナムンの儀式を通過し、一人前の大人と認められたときに明らかになる。クルトは儀式を無事に通過したが、自分にはある定めがある事を知る。
次の日、突然グルド軍が村に攻め込んできた。村を守る事はできたが、負傷してしまった大人たちが多かった。村の長老はクルトに、シルヴェル城に密書を持って行くように頼む。そしてグルド軍が多くの国を攻撃していることを知った。16歳となった誕生日の当日に、ひとり旅立つクルトだった…。

## 設定

### 世界観
エットミランシェルという名の遠い過去の国々。そこには、兄弟国として知られる2つの国々が存在した。北の王国グルドリーケ、南の王国シルヴェルリーケは、勇敢なる剣士と厳粛な魔法使いが偉大なる王への忠誠を誓うことで並び立ち、秩序と静寂の下、栄光と繁栄が保たれていた。しかし、突如としてその均衡はグルドリーケのシルヴェル侵攻によって、破られることとなった。
古代史
エンティラン川周辺にはかつて、大ウード王国と呼ばれる国が栄えていた。しかし、勇名を馳せた建国王エルドの継承者たちは、真の言葉の力をもてあそび、結果的にウードを滅亡へと追いやった。しかしその7年前、真の言葉の力を正しく使おうとするデュナス王子、トルン王子らがそれぞれ新たに、北の王国、南の王国を築きつつあった。これが後のグルドリーケ、シルヴェルリーケである。

### 種族
人間族
町村、城などで生活をしている。グルドリーケや、シルヴェルリーケなどの王国を築く。
エルフ族
主に隠れ里に住む。人間は、滅多に里に招き入れることはない。魔力や視力が高い。預言を受けることができる。賢明にして深慮なる詩人。
ヤーク族
クマのような外見で、洞窟に穴を掘って生活している。優れた職人が多い。忠実にして精妙なる職人。
鳥人族
鳥のような外見で、大木に住む。片言で話す者が多く、オイシイ話をするのが好き。受けた恩は忘れない、義理堅い面を持つ。空を飛ぶことができる。考えることは得意ではなく、そこをグルドリーケにつけ入られ、兵士として利用された。自由にして奔放なる武人。
獣人族
洞窟に棲むが、ヤーク族などとは違い生態は野性そのものである。知性が低く、動く者はみな敵かつエサであると見なす危険な蛮族。光る者を集める習性がある。
コッパス族
海上のイカダに住む。野菜を栽培し、魚を養殖したりもしている。陸地で何があっても無関心である。預言を受けることができるが、エルフ族とは違いあまり当たることはない。
エント族
姿を見た者はいないが、残された巨大な足跡と見られる水たまりが発見されている。そのため、存在を信じる者は少なくはない。
ドラゴン族
ドラゴンの外見を持つ。昔では、コッパス族のイカダ付近でも飛んでいるのを確認されていた。現在では、絶滅危惧の種族となっている。

## 登場人物

### 主要人物
クルト
フェナムンは任意。シルヴェル城の辺境エルダール村で育つ。回復魔法と攻撃魔法が使える優秀な魔法戦士。
16歳の誕生日にフェナムンの儀式を受け、自分の真名と未来を告げられる。エルダール村に侵入したグルド軍を村人たちと撃退し、シルヴェル城へグルドの密書を届ける。シルヴェル落城後は、ユーリの計らいでフェーベンネルスの下でメイと共に魔法の修行を積む。後に、各地でシルヴェル領の町々を開放することに成功する。
シルヴェルリーケ第一王子であることを、グスタフ王から告げられる。
メイ
フェナムンはユルハータ。エルフの少女で、エルフの里出身。気が強い性格。回復魔法が得意な水の魔法使い。
エルフの王であるロベルトの預言を受け、シルヴェル城へ赴きグルド軍が攻めてくることを忠告をする。その際、クルトと知り合い仲間になる。
エルフ族の王女である。
ボルグ
フェナムンはベョルン。ヤーク族の青年で、ヤーク族の村出身。大きな戦斧を駆使する大地の魔法使い。
レジーナの警護の職務に就いており、そのため村をあけている。少々荒っぽい性格だが、冷静な一面も持ち合わせている。レジーナには忠誠的。族長の娘とは婚約している。
レジーナ
フェナムンはファーナ。グルドリーケの王女。魔法も覚える戦士タイプ。風の魔法使い。
グルド人でありながら、グルドリーケに反旗を翻したとしてケッテリに命を狙われている。ケッテリが、すべての元凶であると考えてフェーベンネルスを頼り、クルトとメイと知り合う。後に、ボルグと共に仲間になる。

### シルヴェルリーケ
グスタフ
シルヴェルリーケの王。シルヴェル落城後は、リッテン村に逃れるも危篤状態に入っていたが、後に回復した。
ユーリ
シルヴェルリーケの宰相。同時に、シルヴェル軍の最高指揮官でもある。
グスタフ王を逃すことを優先させ、結果として囚人島へ送られることになるが、脱獄に成功する。シルヴェル城奪還戦やその後は、指揮官として戦陣に立つようになる。出身地のリッテン村では、リーユという名前を使っていた。

#### エルダール村
イェルト
クルトの父親。若い頃は、シルヴェルの兵士として活躍していたらしい。
ユース
クルトの母親。息子想いである。
キューケンホフ
エルダール村の学校の先生。クルトや村の子供たちに、魔法を教えていた。
コンラート
エルダール村の駐在兵士。シルヴェル城奪還後は兵士を引退し、恋人である城の侍女と共に村へ戻ってくる。

#### グルヴァ村
カッテル
道具屋の娘。ルースルとは双子であり、よく入れ代わっている。
ルースル
道具屋の娘。カッテルとは双子であり、よく入れ代わっている。

#### ベルクスタット
スヴァルト
ヤーク族の傭兵。通り名は、「まるめこみのスヴァルト」。元グルド王女付の警備隊長で、ボルグの父親。ほとんどの戦いでシルヴェルリーケ陣営側として参戦している。放浪癖がある。

### ハンスタッド
スレーク
ハンスタッドの領主で、自ら戦うこともできる。ハンスタッドがグルド軍に占領されていたときは、妻と娘を人質にとられていたので、反抗することができず囚人島へ送られるが、後にユーリと共に脱獄する。シルヴェル城奪還後は、味方として戦陣に加わる。
ヒルダ
スレークの妻。ハンスタッド占領時は、娘と共に自宅に軟禁されていた。
リリヤ
スレークの一人娘。ハンスタッド占領時は、母と共に自宅に軟禁されていた。
ロッタ
リリヤの友人の男の子。自分は、どこかの国の王子であると思い込んでいる。

### グルドリーケ
グルド王
グルドリーケの王。エットミランシェル征服の野心にとり憑かれて戦争を始め、シルヴェルリーケを壊滅寸前まで追いやる。
ケッテリ
グルドリーケの枢機卿。グルド王を唆し、戦争を起こさせるように仕向けた張本人とされる。
レジーナが去った後、グルドリーケのほとんどの者を操ることに成功する。その正体は、イスカールの手下である。魔物を呼び寄せることができる。
リダール
グルドリーケの将軍。ベルグデレン城塞を攻略後に登場し、クルトたちに味方する。グルド人ではレジーナを除き、唯一ケッテリに操られていない人物。
ラバン
ベルグデレン城塞の将兵。クルトたちに敗れた際、レジーナにリダールを訪ねるよう進言してから逝った。
グッベ
シルヴェル城（落城後）の城将。ケッテリに取り入ることで、城将に任命される。性格は、傲慢かつ尊大で、将としての器ではないとグルド兵には嘯かれている。
守備隊長
名前不明。ベルクスタット（占領時）の将兵（ガーディアン）。

#### 西の港町 ハントヴォー
水軍の隊長
名前不明。ハンスタッドでの海戦で、クルトたちに敗れ戦死する。最期に恋人の名前を呼びながら、散った。
マリア
ハントヴォーの港で、ハンスタッド水軍が敗れたことを知りながらも、恋人を一途に待ち続ける女性。

### その他
フェーベンネルス
老魔法使い。強大な魔力の持ち主で、「白の魔法使い」とも称される。クルトの名付け親でもある。ユーリの依頼で、クルトとメイに試練を与える。とある調べ物をするため、シルヴェルリーケとグルドリーケの戦争から遠退く。後に、グルド城攻略の目前でクルトたちと合流する。
ビーボォ
フェーベンネルスの一番弟子のリス。騒がしい性格だが、面倒見がよい。魔法司と同じように治療や、魔法合成もできる。
ロベルト
エルフ族の王。グルド軍によるシルヴェル侵攻の預言を受ける。フェーベンネルスや、グスタフ王と親交がある。
ライム
エルフ族の王妃。娘であるメイのことを、いつも気にかけている。
ファルク
鳥人族の村の長老。義理堅い性格。グルドリーケに加担することには消極的だった。
デュケン
ドラゴン族の最後の生き残り。
イスカール
すべてが謎に包まれた存在。「氷の女王」とも呼ばれ、氷と炎の島エルディスに住むとされる。
かつて占い師として扮装し、シルヴェルリーケの王子であるクルトを殺そうとした。真の言葉の使い手を自称する。

## スタッフ
- シナリオ、ゲーム・デザイン：木村初
- キャラクター・デザイン：土居孝幸
- 音楽：岡本智郎
- アート・ディレクション：丸哲郎
- システム・デザイン：綾部和弘、伊勢寿景
- バトル・プログラム：綾部和弘
- シナリオ：石川雅之、長崎剛志
- シナリオ・アシスト：岡田久美
- イベント・デザイン：石川雅之、長崎剛志
- ビジュアル・デザイン：竹村浩
- マップ・デザイン・エディター：竹村浩
- ビジュアル・デザイン、オブジェクト・デザイン：小泉信一
- グラフィック・データ・コーディネイト：田川喜之
- グラフィック・デザイン：石田充、菅沼桂子、荘司晃子、水野忠夫、下村麻美
- データ・コーディネイト：伊勢寿景
- システム・アシスト：塚原克孝
- メイン・プログラム：富沢賢一
- サブ・プログラム：坪井哲央
- サウンド・プログラム：平野秀和、富沢賢一
- ディレクション：山口健司
- セールス・プロデュース：高野泰博
- 総指揮：北尾隆義
- 企画、開発：KIDEA、POWWOW

## 評価
ゲーム誌『ファミコン通信』の「クロスレビュー」では、8・5・6・7の合計26点（満40点）、『ファミリーコンピュータMagazine』の読者投票による「ゲーム通信簿」での評価は以下の通り、20.3点（満30点）となっている。
| 項目 | キャラクタ | 音楽 | お買得度 | 操作性 | 熱中度 | オリジナリティ | 総合 |
| 得点 | 3.7        | 3.2  | 3.0      | 2.8    | 3.9    | 3.7            | 20.3 |